# MAN TG-серия

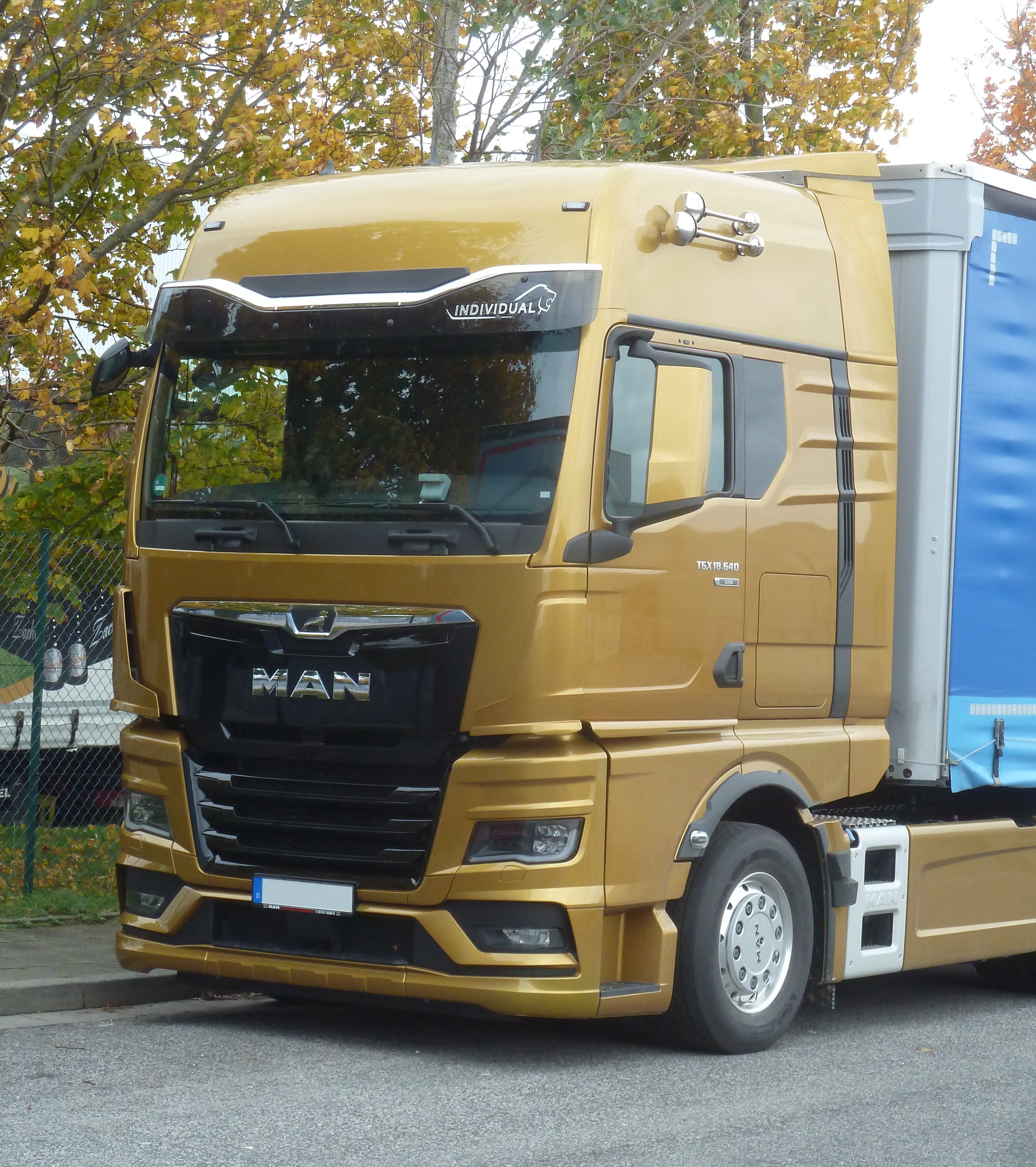
MAN TGX второго поколения

MAN TG — серия средне- и крупнотоннажных грузовых автомобилей производства MAN Truck & Bus. Состоит из моделей MAN TGA (снят с производства в 2011 году), MAN TGE, MAN TGL, MAN TGM, MAN TGS и MAN TGX.

## Первое поколение (2000—2020)
Изначально в первое поколение включались автомобили MAN TGA, MAN TGL и MAN TGM, которые вытеснили с конвейера автомобили MAN L2000, MAN M2000 и MAN F2000, причём производство первых двух (MAN L2000 и MAN M2000) продолжалось до 2005 года. В 2007 году на смену MAN TGA пришли автомобили MAN TGS и MAN TGX, производство первого продолжалось до 2011 года. В 2008 году кабины среднетоннажных грузовых автомобилей MAN TGL и MAN TGM были обновлены путём замены решётки радиатора и рулевого колеса.

## Второе поколение (2020—настоящее время)
10 февраля 2020 года в Испанском Бильбао стартовало производство обновлённого модельного ряда.

## Модельный ряд
- MAN TGA — крупнотоннажный грузовой автомобиль. Пришёл на смену автомобилю MAN F2000. В настоящее время снят с производства.
- MAN TGE — малотоннажный грузовой автомобиль, представляющий собой обновлённое поколение Volkswagen Crafter[2] и составляющий исключение для всех автомобилей MAN серии TG.
- MAN TGL — среднетоннажный грузовой автомобиль. Пришёл на смену автомобилю MAN L2000.
- MAN TGM — среднетоннажный грузовой автомобиль. Пришёл на смену автомобилю MAN M2000.
- MAN TGS — крупнотоннажный грузовой автомобиль. Пришёл на смену автомобилю MAN TGA.
- MAN TGX — магистральный седельный тягач. Имеет сходства с MAN TGS, от которого отличается шириной кабины. В Бразилии производится под названием Volkswagen Meteor.

## В игровой и сувенирной индустрии
- Автомобиль MAN TGX присущ игре Euro Truck Simulator.